# Дін Норріс
Дін Джозеф Норріс (англ. Dean Joseph Norris; нар. 1963, Саут-Бенд, Індіана) — американський актор. Широко відомий за роллю агента УБН Генка Шрейдера, свояка головного героя Волтера Вайта в серіалі телеканалу AMC «Пуститися берега» (2008—2013 рр.). У 2013—2015 роках грав роль Джима Ренні в серіалі «Під куполом».

## Біографія
Норріс народився в Саут-Бенді, Індіана в сім'ї Джека (власник меблевого магазину) та Роузі Норріс. У нього було четверо сестер. Дін закінчив Середню Школу Клей (англ. Clay High School) і вступив в Гарвардський коледж, який закінчив у 1985 році, після чого він вступив до Королівської академії драматичного мистецтва. До серіалу «Пуститися берега» Норріс знявся в серіалі «Тремтіння землі» у ролі WD Twitchell, та у фільмі «Без обмежень». Він також знімався в епізодичних ролях в таких серіалах, як «Поліція Нью-Йорка», «Цілком таємно», «Західне крило», «Частини тіла», «Одружені … та з дітьми», «Лас Вегас», «24», «Термінатор: Хроніки Сари Коннор», «Eagleheart», «Реальна кров», «Кістки», «Анатомія Грей», «Загублені», «Детектив Неш Бріджес», «Морська поліція: Спецпідрозділ», «Клієнт завжди мертвий», «Медіум» та «Всі жінки відьми», а також з'являвся в таких фільмах, як «Гаттака», «Перемовник», «Газонокосар», «Маленька міс Щастя» (разом з Браяном Кренстоном), «Еван Всемогутній», «Термінатор 2: Судний день», «Смертельна зброя 2», «Пригадати все» (у ролі мутанта Тоні), Lakota Woman, «Клітка», «Усупереч смерті», «Плеймейкер», 3 Strikes, «Американська зброя», «CSI: Місце злочину» та Barbarians at the Gate: The Fall of RJR Nabisco. Він також грав командира у військовому навчальному таборі у фільмі «Зоряний десант».
Дружина Діна, Бріджет — адвокат, живе недалеко від Лос-Анджелеса. Він має п'ятьох дітей і двоюрідного брата Нотр-Дам Спорт Керол Коплі (англ. Notre Dame Sports Carol Copley).

## Фільмографія

### Кінофільми
| Рік  |   | Українська назва                        | Оригінальна назва                  | Роль                      |
| ---- | - | --------------------------------------- | ---------------------------------- | ------------------------- |
| 1985 | ф |                                         | Blind Alleys                       | Пітер Броквей             |
| 1989 | ф | Поліцейська академія 6: Місто в облозі  | Police Academy 6: City Under Siege | поліцейський              |
| 1989 | ф |                                         | Disorganized Crime                 | Джо                       |
| 1989 | ф | Смертельна зброя 2                      | Lethal Weapon 2                    | Тім Кавано                |
| 1990 | ф |                                         | Montana                            | бригадир                  |
| 1990 | ф |                                         | When You Remember Me               | Білл                      |
| 1990 | ф | Усупереч смерті                         | Hard to Kill                       | детектив Гудхарт          |
| 1990 | ф | Пригадати все                           | Total Recall                       | Тоні                      |
| 1990 | ф | Гремліни 2                              | Gremlins 2: The New Batch          | командир S.W.A.T.         |
| 1990 | ф | Desperate Hours                         | Desperate Hours                    | Меддокс                   |
| 1991 | ф | Термінатор 2: Судний день               | Terminator 2: Judgment Day         | командир спецпризначенців |
| 1992 | ф | Газонокосар                             | The Lawnmower Man                  | директор                  |
| 1993 | ф | Фірма                                   | The Firm                           | приземкуватий             |
| 1994 | ф |                                         | Playmaker                          | детектив Марконі          |
| 1994 | ф | The Last Seduction                      | The Last Seduction                 | Шеп                       |
| 1995 | ф |                                         | Safe                               | ініціатор                 |
| 1995 | ф | Грошовий поїзд                          | Money Train                        | охоронець                 |
| 1997 | ф | Гаттака                                 | Gattaca                            | поліцейський              |
| 1997 | ф | Зоряний десант                          | Starship Troopers                  | командир                  |
| 1998 | ф | Перемовник                              | The Negotiator                     | Скотт                     |
| 1998 | ф | Without Limits                          | Without Limits                     | Білл Деллінгер            |
| 1999 | ф |                                         | Sonic Impact                       | агент Макгі               |
| 2000 | ф |                                         | 3 Strikes                          | офіцер Роберт             |
| 2000 | ф | Клітка                                  | The Cell                           | Коул                      |
| 2001 | ф | Протистояння                            | The One                            | сержант Зігель            |
| 2005 | ф |                                         | American Gun                       | Терренс                   |
| 2006 | ф | Маленька міс Щастя                      | Little Miss Sunshine               | військовий Макклірі       |
| 2007 | ф | Еван Всемогутній                        | Evan Almighty                      | офіцер Коллінз            |
| 2007 | ф | Дівчина моїх кошмарів                   | The Heartbreak Kid                 | батько Джоді              |
| 2008 | ф |                                         | Linewatch                          | Уоррен Кейн               |
| 2010 | ф | Звідки ти знаєш?                        | How Do You Know                    | Том                       |
| 2011 | ф | Випускний                               | Prom                               | Френк Прескотт            |
| 2012 | ф | «Веселі» канікули                       | Get the Gringo                     | Білл                      |
| 2013 | ф | Мерзла земля                            | The Frozen Ground                  | сержант Лайл Хаугсвен     |
| 2013 | ф | Радник                                  | The Counselor                      | покупець                  |
| 2014 | ф | Men, Women & Children                   | Men, Women & Children              | Кент Муні                 |
| 2015 | ф | Remember                                | Remember                           | Джон Курлендер            |
| 2015 | ф | Секрет у їхніх очах                     | The Secret in Their Eyes           | Бампі                     |
| 2017 | ф | Махач вчителів                          | Fist Fight                         | Річард Тайлер             |
| 2017 | ф | Книга Генрі                             | The Book of Henry                  | комісар Гленн Сікльман    |
| 2018 | ф | На вістрі                               | Beirut                             | Дональд Гейнс             |
| 2018 | ф | Жага смерті                             | Death Wish                         | детектив Рейнс            |
| 2019 | ф | Шахрайки                                | The Hustle                         | Говард Бекон              |
| 2019 | ф | Страшні історії для розповіді у темряві | Scary Stories to Tell in the Dark  | Рой Ніколлс               |
| 2023 | ф | Рай для дурня                           | Fool's Paradise                    | керівник студії           |
| 2024 | ф | Без глазурі                             | Unfrosted                          | Микита Хрущов             |
| 2024 | ф | Ручна поклажа                           | Carry-On                           | Філ Сарковські            |
| 2024 | ф | Батальйон 6888                          | The Six Triple Eight               | генерал Холт              |

### Телебачення
| Рік       |    | Українська назва                          | Оригінальна назва              | Роль                                                  |
| --------- | -- | ----------------------------------------- | ------------------------------ | ----------------------------------------------------- |
| 1981      | с  |                                           | Beyond Our Control             | член компанії (13 епізодів)                           |
| 1987      | с  |                                           | The Equalizer                  | Мартін (Епізод: "Christmas Presence")                 |
| 1988      | тф |                                           | Leap of Faith                  | Річард                                                |
| 1988      | тф |                                           | Police Story: Gladiator School | Ральф Томас                                           |
| 1989      | с  |                                           | Beauty and the Beast           | Біґґс (Епізод: "A Kingdom by the Sea")                |
| 1990      | тф |                                           | Montana                        | Форман                                                |
| 1991      | тф |                                           | Murderous Vision               | лейтенант Мартін                                      |
| 1991      | тф |                                           | Locked Up: A Mother's Rage     | Майк                                                  |
| 1992      | тф |                                           | Till Death Us Do Part          | Метт Хоберт                                           |
| 1992      | тф |                                           | Secrets                        | Хендерсон                                             |
| 1993      | тф | Повне затемнення                          | Full Eclipse                   | Флемінг                                               |
| 1993      | тф | Barbarians at the Gate                    | Barbarians at the Gate         | вчений                                                |
| 1993—1994 | с  | Поліція Нью-Йорка                         | NYPD Blue                      | Джеррі Дауні (3 епізоди)                              |
| 1994      | с  | Одружені... та з дітьми                   | Married... with Children       | Робент (Епізод: "Dud Bowl")                           |
| 1995      | с  | Цілком таємно                             | The X-Files                    | маршал Тапія (Епізод: "Ф. Емаскулата")                |
| 1995      | с  |                                           | Fallen Angels                  | Аллен (Епізод: "Tomorrow I Die")                      |
| 1995      | с  |                                           | The Marshal                    | Тайлер Дюма (Епізод: "Kissing Cousins")               |
| 1995—1996 | с  |                                           | Murder One                     | Расті Арнольд (3 епізоди)                             |
| 1996      | с  | Темні небеса                              | Dark Skies                     | Клейтон Льюїс (Епізод: "We Shall Overcome")           |
| 1996      | тф | Forgotten Sins                            | Forgotten Sins                 | детектив Карл Месенджер                               |
| 1998      | с  | Швидка допомога                           | ER                             | Кларк (Епізод: "They Treat Horses, Don't They?")      |
| 1998      | с  | Вокер, техаський рейнджер                 | Walker, Texas Ranger           | Дік Пауелл (Епізод: "War Cry")                        |
| 1999      | с  | Тисячоліття                               | Millennium                     | Дел (Епізод: «Seven and One»)                         |
| 1999      | с  | Золоті крила Пенсаколи                    | Pensacola: Wings of Gold       | 'Павук' / полковник Лоусон (3 епізоди)                |
| 1999      | с  | Практика                                  | The Practice                   | детектив (Епізод: "Free Dental")                      |
| 1999      | с  | Усі жінки — відьми                        | Charmed                        | доктор Стоун (Епізод: "They're Everywhere")           |
| 1999      | с  | Детектив Неш Бріджес                      | Nash Bridges                   | Френк Меддіган (Епізод: "Smash and Grab")             |
| 2003      | с  | 24                                        | 24                             | генерал Боуден (2 епізоди)                            |
| 2003      | с  | Тремтіння землі                           | Tremors                        | агент В. Д. Твітчелл (10 епізодів)                    |
| 2004—2011 | с  | CSI: Місце злочину                        | CSI: Crime Scene Investigation | Боб Дарем-молодший (2 епізоди) Філ Бейкер (2 епізоди) |
| 2008—2013 | с  | Пуститися берега                          | Breaking Bad                   | Генк Шрейдер (51 епізодів)                            |
| 2013—2015 | с  | Під куполом                               | Under the Dome                 | Джеймс «Великий Джим» Ренні (39 епізодів)             |
| 2016—2018 | с  | Теорія великого вибуху                    | The Big Bang Theory            | полковник Річард Вільямс (6 епізодів)                 |
| 2017—2022 | с  |                                           | Claws                          | Uncle Daddy (головна роль)                            |
| 2017—2018 | с  | Скандал                                   | Scandal                        | Фентон Глекленд (5 епізодів)                          |
| 2019      | с  | Вдавання                                  | The Act                        | Расс (Епізод: "Two Wolverines")                       |
| 2020      | с  | Краще подзвоніть Солу                     | Better Call Saul               | Генк Шрейдер (2 епізоди)                              |
| 2020      | с  | Супермаркет                               | Superstore                     | Говард Фокс (Епізод: "Myrtle")                        |
| 2021—2022 | с  | Сполучені Штати Ала                       | United States of Al            | Арт Дуган (головна роль)                              |
| 2024      | с  | Закон і порядок: Організована злочинність | Law & Order: Organized Crime   | Рендалл Стейблер (7 епізодів)                         |
| 2024      | с  | Угамуй свій запал                         | Curb Your Enthusiasm           | Суддя Віттакер (Епізод: "No Lessons Learned")         |
| 2024      | с  | Привиди                                   | Ghosts                         | Френк (Епізод: "Sam's Dad")                           |

## Нагороди та номінації
| Рік  | Нагорода                       | Категорія                                         | Шоу/Серіал/Фільм | Результат |
| ---- | ------------------------------ | ------------------------------------------------- | ---------------- | --------- |
| 2011 | Премія «Сатурн»                | Найкращий актор другого плану на телебаченні      | Пуститися берега | Номінація |
| 2014 | Премія «Сатурн»                | Найкращий актор другого плану на телебаченні      | Під куполом      | Номінація |
| 2012 | Премія Гільдії кіноакторів США | Найкращий акторський склад в драматичному серіалі | Пуститися берега | Номінація |
| 2013 | Премія Гільдії кіноакторів США | Найкращий акторський склад в драматичному серіалі | Пуститися берега | Номінація |
| 2014 | Премія Гільдії кіноакторів США | Найкращий акторський склад в драматичному серіалі | Пуститися берега | Перемога  |